# トルコ・テレコム・アリーナ
ラムズ・パーク（Rams Park）はトルコのイスタンブールにある多目的スタジアムである。2011年1月15日に完成。正式名称はアリ・サミ・イェン・スポーツ・コンプレックス（Ali Sami Yen Sports Complex）。

## 概要
老朽化された旧アリ・サミ・イェン・スタジアムに代わりに建設。命名権はトルコの大手通信会社トルコテレコムが10年、1025万米ドルで取得した。トルコ・スュペル・リグのガラタサライSKのホームスタジアムとして使用されている。杮落としはアヤックス・アムステルダム戦で、0-0の引き分けだった。
2011年3月18日、ガラタサライSKのファンが記録した131.76デシベルがクラウドノイズのギネス記録となっている。
2021年に不動産会社ネフと2031年までの10年契約を結び、スタジアム名も変更されたが、2023年にその契約を解消し新たに不動産会社ラムズ・グローバルと契約を結んだ。